# 702
702 (DCCII) var ett normalår som började en söndag i den julianska kalendern.

## Händelser

### Okänt datum
- Bysantinske kejsaren Justinianus II Rhinotmetus återvinner tronen.
- Frankiske hertigen Hedan II slutför Marienkirche vid fästningen Marienberg nära Würzburg.
- Etiopiska (axumitiska) anfallare ockuperar hamnen vid Jidda i nuvarande Saudiarabien.
- Umayyadmoskén i Damaskus står klar.

## Födda
- 20 april — Jafar al-Sadiq, muslimsk vetenskapsman (död 765)

## Avlidna
- 2 februari — Prinsessan Ōku av Japan (född 661)
- 20 februari — K'inich Kan B'alam II, kung av Mayastaten Palenque (född 635)
- Egica, visigotisk kung av Spanien
- Liutpert, langobardisk kung av Italien
- Al Muhallab ibn Abi Suffrah, guvernör av Basra
- Chen Zi'ang, kinesisk poet och befattningshavare (född 661)
- Jitō, regerande kejsarinna av Kina.